# Нахимовский проспект (станция метро)
«Нахи́мовский проспе́кт» — станция Серпуховско-Тимирязевской линии Московского метрополитена. Открыта 8 ноября 1983 года в составе участка «Серпуховская» — «Южная». В 1991—1992 годах станцию предлагалось переименовать в «Нахимовскую», что совпадало с проектным названием. Однако было сохранено первоначальное название. Глубина заложения составляет 9,5 метра.

## Название
Станция метро носит одно название с проспектом, проходящим в Южном и Юго-Западном административных округах столицы. Проспект, в свою очередь, получил название в честь адмирала Павла Нахимова в 1965 году. В проектной документации станция значилась как «Нахимовская», такое же название ей предлагалось дать в 1992-м. В конечном счёте за станцией осталось то название, с которым она была открыта, — «Нахимовский проспект».

## История
Станция метро «Нахимовский проспект» была построена по типовому проекту, как и многие подобные станции неглубокого заложения. Проект разрабатывал коллектив авторов при участии архитекторов Г. С. Муна, В. С. Воловича, В. И. Клокова и Л. Н. Попова, а также инженеров А. Песочиной и Т. Б. Процеровой. 8 ноября 1983 года состоялось открытие станции в составе первого участка Серпуховской линии «Серпуховская» — «Южная». После ввода в эксплуатацию этого участка в Московском метрополитене стало 123 станции.
30 и 31 марта 1994 года на перегонах Серпуховско-Тимирязевской линии произошло три аварии. 20 человек получили повреждения, 2500 были эвакуированы. Одна из аварий произошла в результате столкновения двух составов между станциями «Нагорная» и «Нахимовский проспект». После этого инцидента было возбуждено уголовное дело по факту нарушения правил безопасности и эксплуатации транспортных средств.
В 2014 году на базе станции метро «Нахимовский проспект» планировалось открыть транспортно-пересадочный узел (ТПУ) с подземным переходом, автостоянкой и торговыми рядами. Проект планировки ТПУ был принят на заседании Градостроительно-земельной комиссии столицы. Несмотря на это, идея строительства узла была опротестована местными жителями на публичных слушаниях в 2015 году, «местные жители посчитали такой проект губительным для района, поскольку он бы увеличил нагрузку на парковочное пространство на улицах и во дворах, а также усугубил транспортную ситуацию на местных дорогах».

## Оформление
Станция метро имеет односводчатую конструкцию. Её стены облицованы белым мрамором «коелга», а полы изготовлены из гранита. В своде находятся четыре ряда кессонов, в каждый из которых вмонтирован светильник с ртутной лампой.
Станция оформлена по теме «Русские флотоводцы и история русского флота». Над выходом из станционного зала установлено художественное панно, посвящённое флотоводцу адмиралу Нахимову художника Анатолия Мосийчука. На гранитном ковре пола, выполненном из ярких каменных плит, установлены скамейки с информационными указателями.
По мнению искусствоведа Ольги Костиной, в оформлении односводчатых станций метро неглубокого заложения (такие как «Тульская», «Нахимовский проспект», «Южная») присутствует идея простора и свободного движения.
Образ каждой станции конкретизируется немногочисленными деталями, создающими индивидуальный ритм динамики композиционного пространства: либо пилястрами на путевой стене, либо подпружными арками перекрытия, либо, как на «Нахимовском проспекте» — люками-светильниками, расположенными по своду. Стремление к чистоте композиционно-пространственных решений и ясной, незамутненной привносимыми смыслами эмоциональности образов сближают современные искания с опытом начала 30-х годов, в частности, с наследием Н. Ладовского в области архитектуры метро.Искусствовед Ольга Костина
Фотографии и чертежи нереализованных проектов московского метрополитена, в том числе «Нахимовского проспекта» 1980-х годов, были представлены на выставке «Московское метро — подземный памятник архитектуры» в Музее архитектуры имени Алексея Щусева в 2016 году.
Станция метро имеет два вестибюля. На одном конце в северном вестибюле лестница и эскалаторы, на другом конце в южном вестибюле — эскалаторы. Выходы по подземным переходам осуществляются на Нахимовский проспект, Азовскую, Сивашскую и Фруктовую улицы. Недалеко от станции метро расположены Российская академия министерства юстиции, кинотеатр «Бумеранг» и еврейский театр «Шалом». В шаговой доступности от метро по адресу Нахимовский проспект, 20А находится торговый центр, торгующий отделочными материалами.

## Статистика
- Средний пассажиропоток станции в 1999 году за сутки составлял 30 200 человек.
- Пассажиропоток по вестибюлям за сутки в 2002 году:
  - по входу — 30 400 человек;
  - по выходу — 30 100 человек.
- Таблица времени прохождения первого поезда через станцию[14]:

| По чётным числам                    | Будние дни | Выходные дни |
| По нечётным числам                  | Будние дни | Выходные дни |
| В сторону станции «Нагорная»        | 05:35      | 05:35        |
| В сторону станции «Нагорная»        | 05:35      | 05:35        |
| В сторону станции «Севастопольская» | 06:04      | 06:07        |
| В сторону станции «Севастопольская» | 06:04      | 06:07        |

## Наземный общественный транспорт
На этой станции можно пересесть на следующие маршруты городского пассажирского транспорта:
- Автобусы: м19, е29, т52

## Галерея

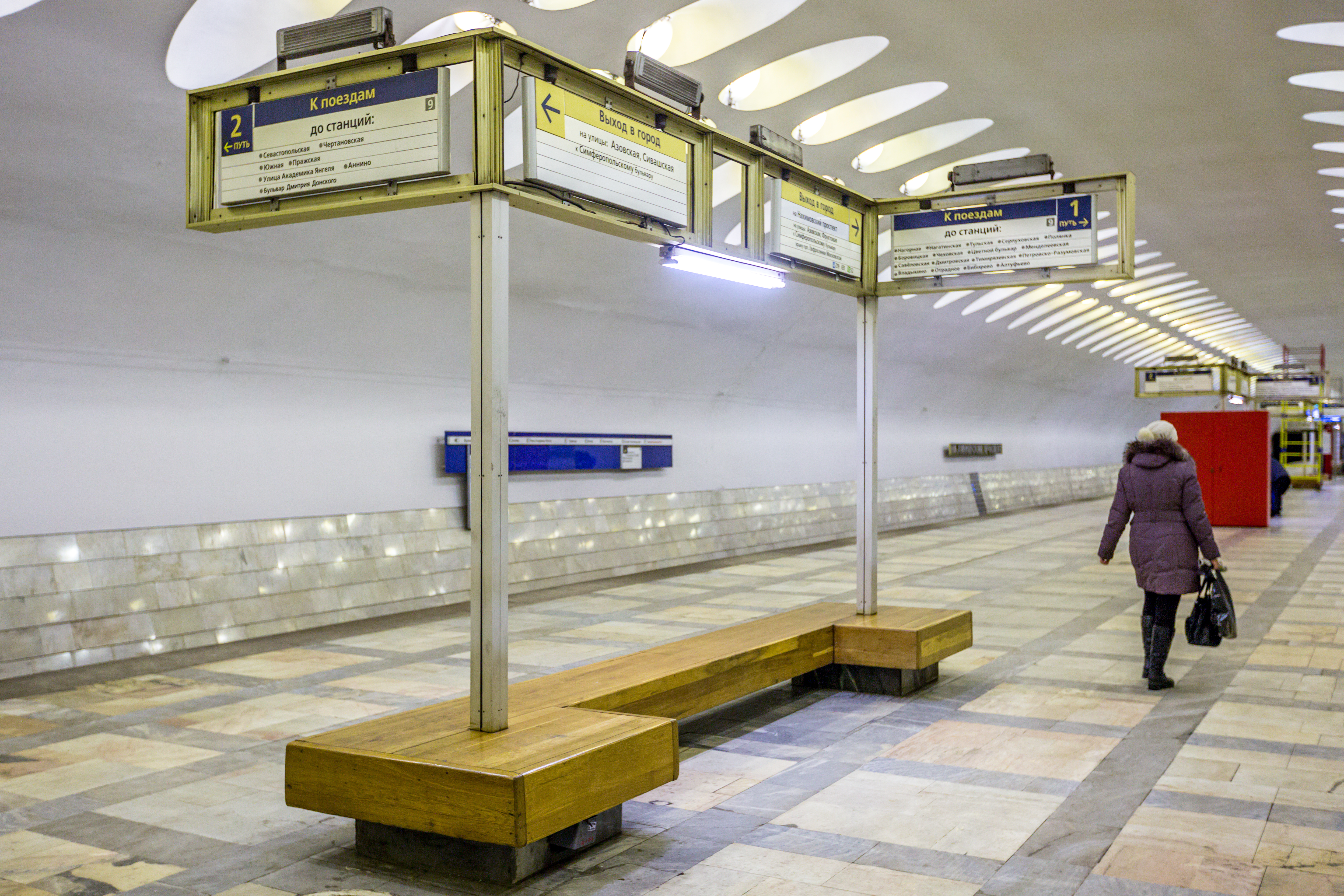
Скамейка, 2015 год
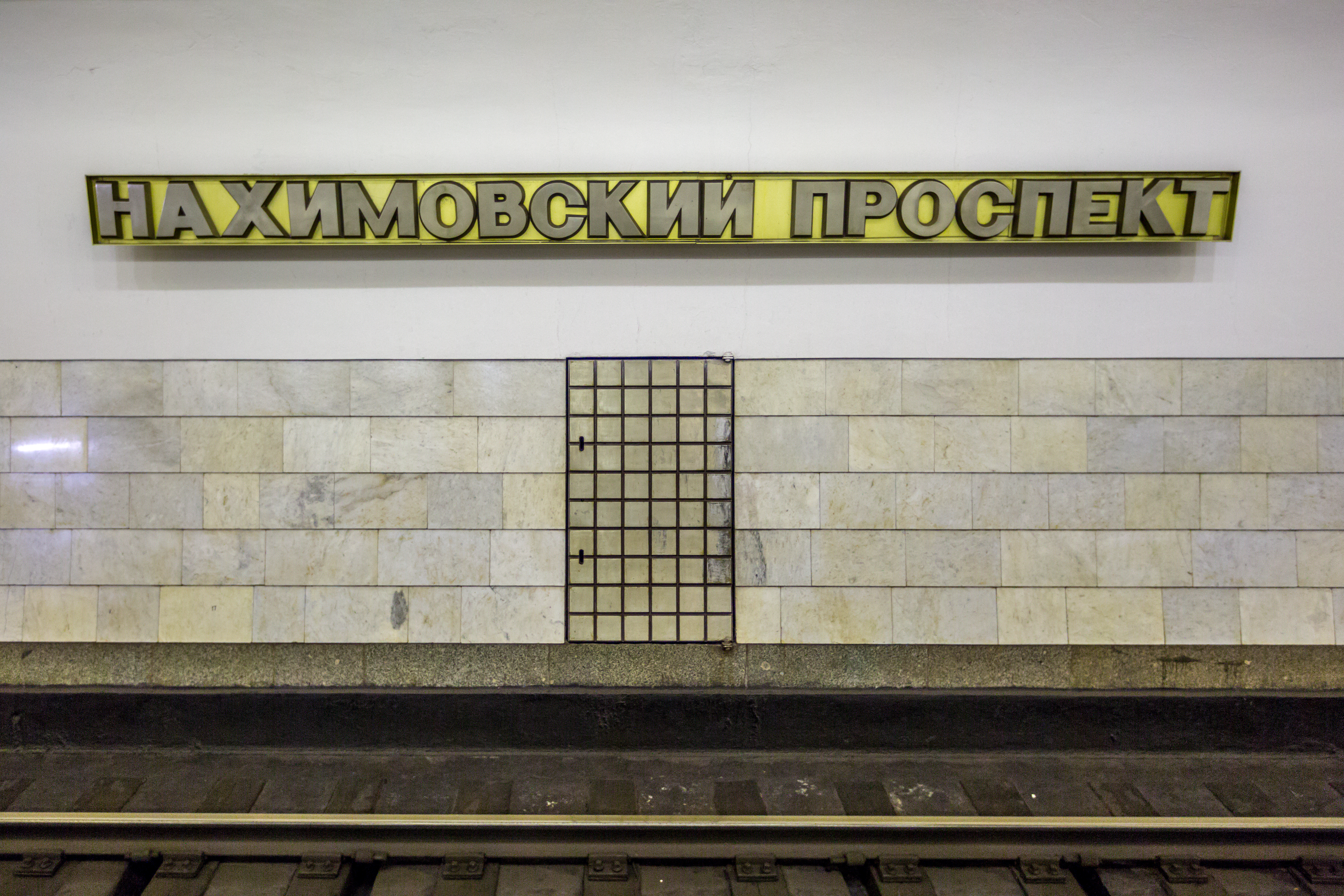
Название на путевой стене, 2015 год
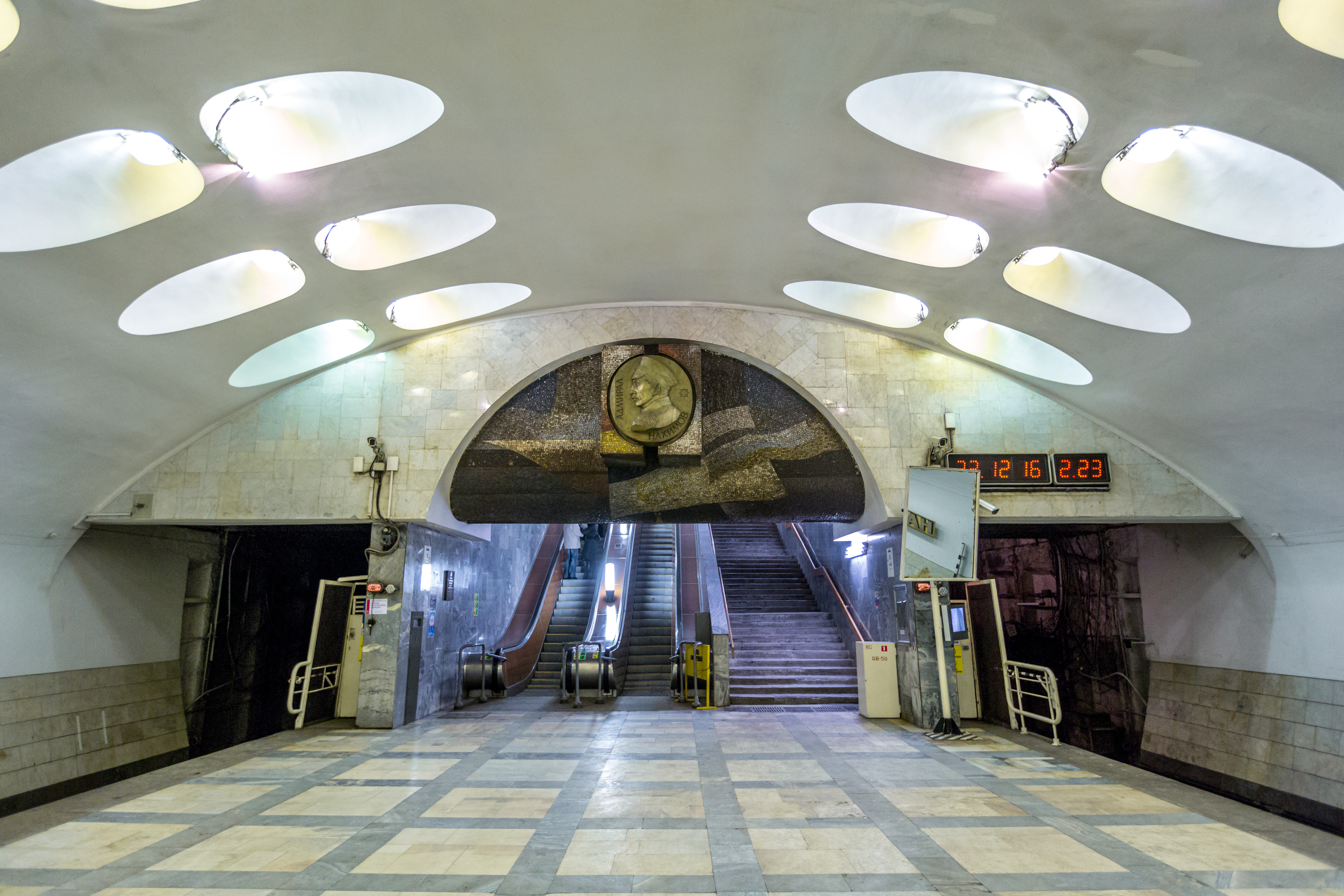
Северный выход, 2015 год
Мозаика над северным выходом, 2015 год
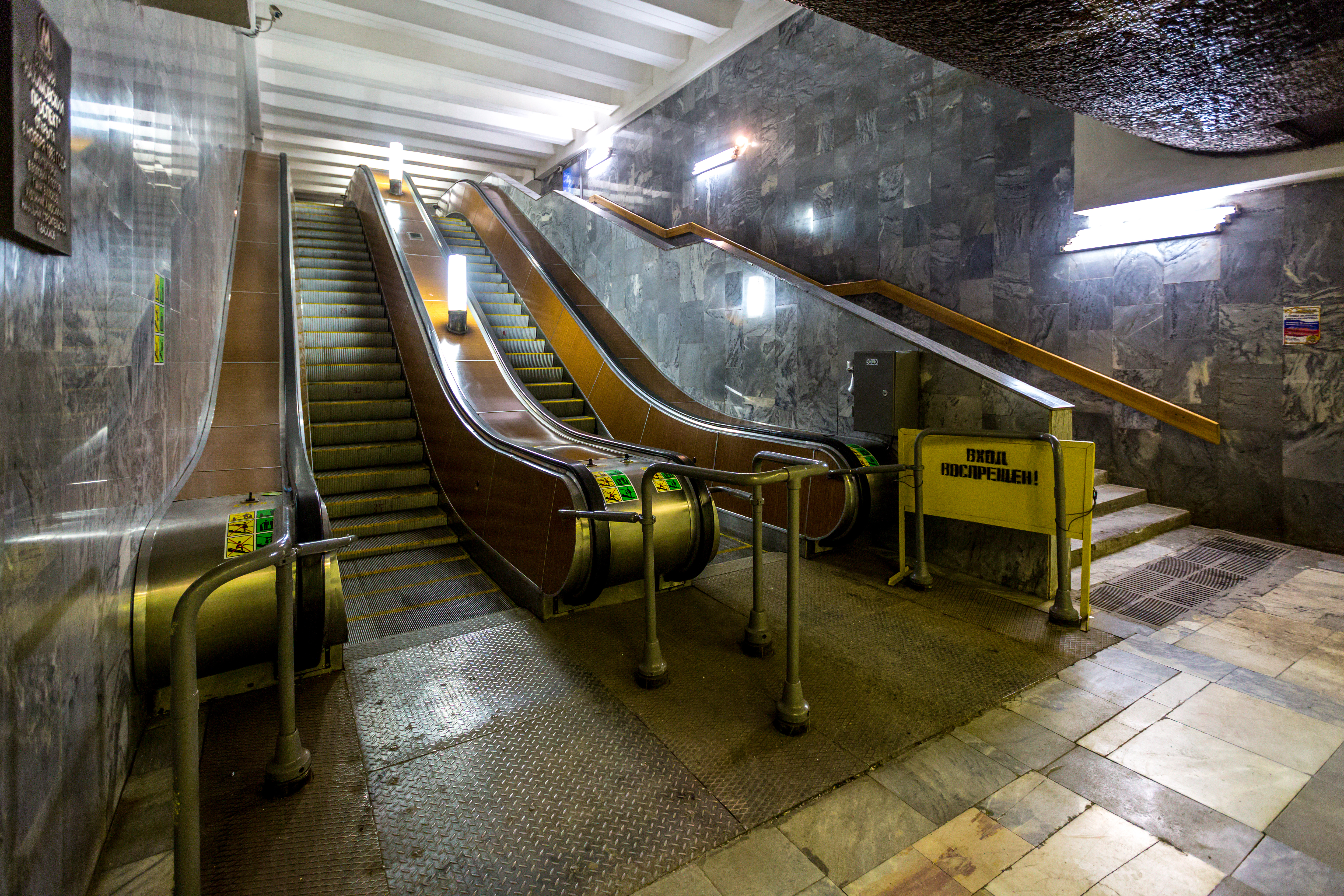
Эскалатор и лестница в северный вестибюль, 2015 год
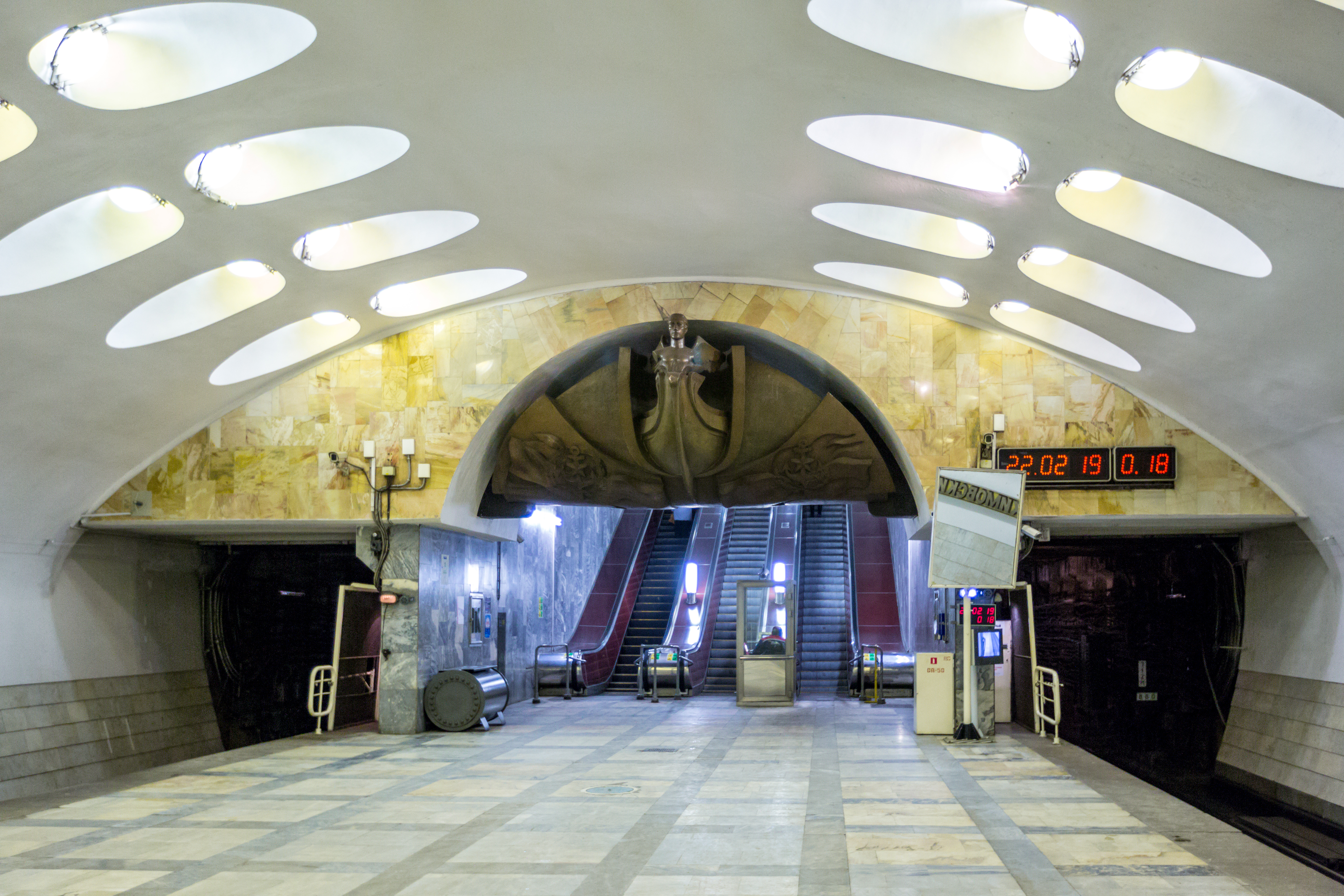
Южный выход, 2015 год
Композиция над южным выходом, 2015 год
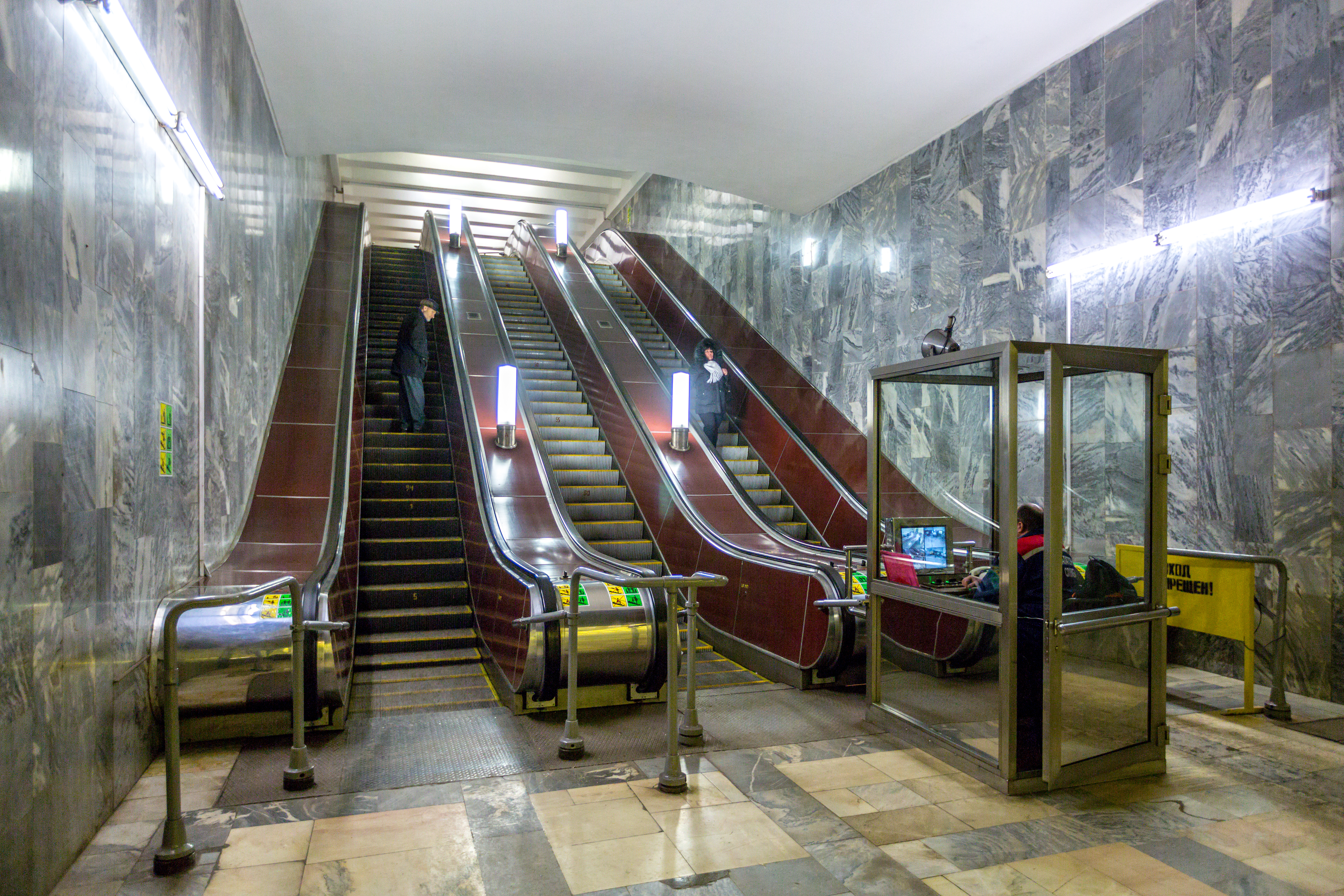
Эскалатор в южный вестибюль, 2015 год
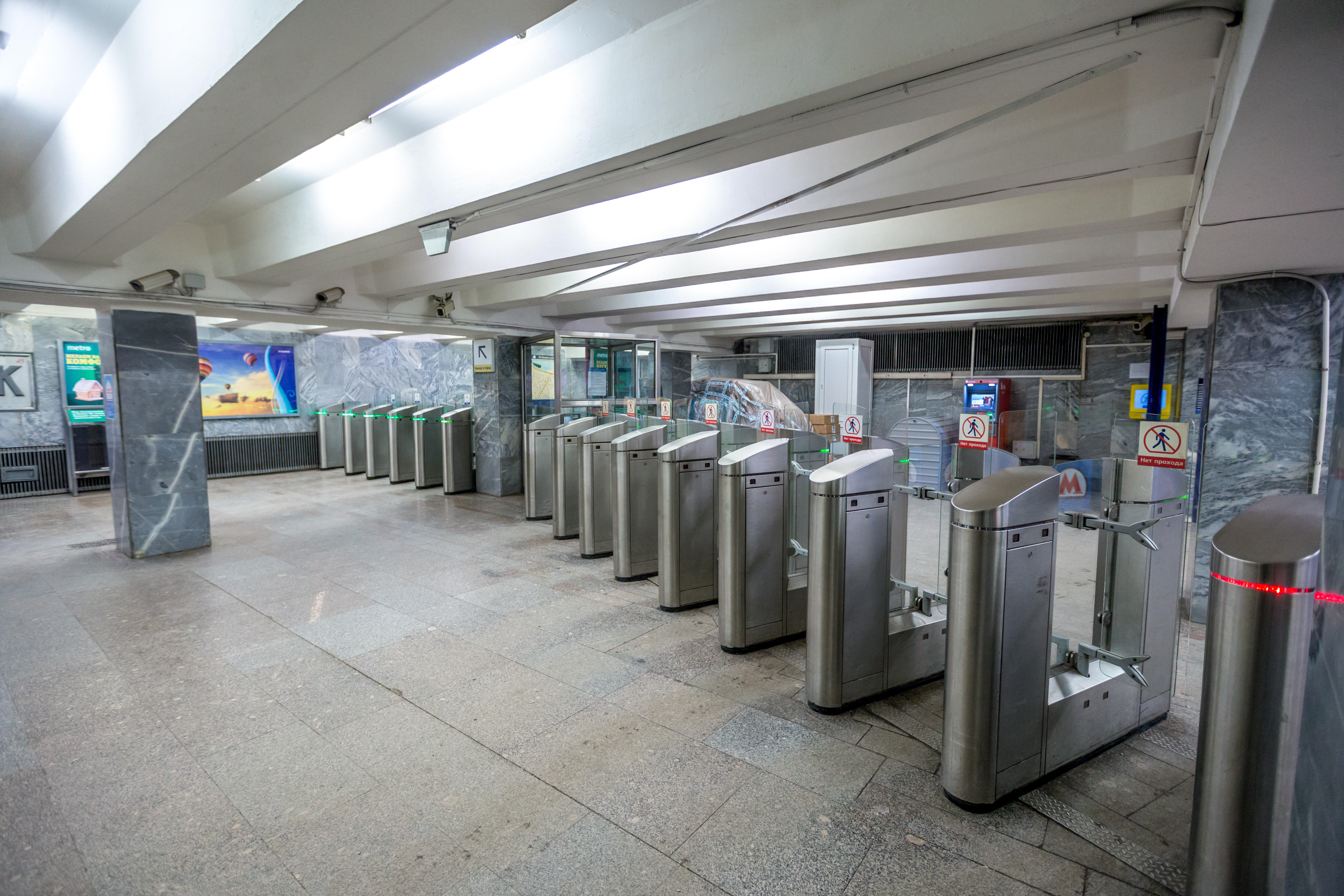
Интерьер южного вестибюля, 2015 год

## Станция в культуре
Станция метро «Нахимовский проспект» несколько раз упоминалась в романе Дмитрия Глуховского «Метро 2034».